# Dvärgpigghaj
Dvärgpigghaj (Squaliolus laticaudus) är en liten hajart inom ordningen pigghajartade hajar och en av två arter i släktet Squaliolus (den andra arten i släktet är Squaliolus aliae). Dvärgpigghajen är en av världens minsta hajarter och dess maxlängd är endast 27,5 centimeter. Den är dock inte den minsta arten, vilken troligen är dvärgkäxa (Etmopterus perryi).

## Kännetecken
Dvärgpigghaj känns igen på sin ringa storlek, en fullvuxen hona når oftast inte en totallängd på mer än omkring 25 centimeter och en fullvuxen hane 22 centimeter. Maxlängden är 27,5 centimeter. Könsmognaden nås vid en längd på 17–20 centimeter för honor och vid 15 centimeter för hannar. Unga hajar har vid födseln en längd på mindre än 9 centimeter. Kroppen är mörk, med ljusa kanter på fenorna. Ett kännetecken, som delas med S. aliae, är att den första ryggfenan har fentaggar, medan den andra ryggfenan inte har fentaggar. Den första ryggfenan är mer upprest och har kortare fenbas än den andra ryggfenan, som är låg med ungefär dubbelt så lång fenbas som den första ryggfenan. Nosen är lång, rundad konisk med lätt spetsig nostipp. Ögonen är proportionellt sett stora, vid en jämförelse större än hos S. aliae. Överkäken har 22–23 tandrader med små, smala och rakt spetsiga tänder, medan underkäken har 16–21 tandrader med större, skärande och snedställt spetsiga tänder. På buksidan finns välutvecklade och tätt sittande fotoforer, lysorgan. Även på sidorna finns lysorgan, men i sparsam omfattning. På ryggsidan finns endast svagt utvecklade lysorgan.

## Utbredning och ekologi
Dvärgpigghaj har en nästan cirkumtropisk utbredning och lever i varmtempererade och tropiska hav i västra Atlanten, östra Atlanten, västra Indiska oceanen och västra Stilla havet. Den håller sig nära landmassor och hittas vanligen över kontinentalsluttningar på 200–500 meters djup, men kan också påträffas över kontinentalhyllor. Den undviker centrala havsbassänger och ytan. Maxdjupet är 1 200 meter. Lite är känt om dess biologi, men den migrerar vertikalt mellan djupare vatten under dagen och upp till cirka 200 meters djup om natten, troligen beroende på att den följer efter sin föda, som består av små djuphavsbläckfiskar och djuphavsfiskar, som prickfiskar. I några regioner i västra Stilla havet existerar den sympatriskt med S. aliae.